# Cúp bóng đá Phi-Á
Cúp bóng đá Phi-Á là một giải đấu bóng đá quốc tế được Liên đoàn bóng đá châu Phi (CAF) và Liên đoàn bóng đá châu Á (AFC) tổ chức, tranh tài giữa các quốc gia đại diện từ các liên đoàn này, thường là đội vô địch của Cúp bóng đá châu Phi và đội vô địch của Cúp bóng đá châu Á hoặc từ Đại hội Thể thao châu Á . Đối với quy chế của FIFA, các giải đấu được công nhận chính thức thuộc FIFA là các giải đấu dành cho các đội đại diện do FIFA tổ chức hoặc bất kỳ liên đoàn nào. Đội bóng thành công nhất là Nhật Bản với 2 chức vô địch.

## Lịch sử
Giải đấu đầu tiên được tổ chức vào năm 1978, Iran đánh bại Ghana 3-0 ở trận lượt đi, chiếc cúp không được trao: vì trận lượt về đã bị hủy do Cách mạng Hồi giáo Iran. Các giải đấu năm 1989, 2005 đã bị hủy bỏ. Giải đấu 1997 đã bị trì hoãn cho đến năm 1999, trong khi tại giải đấu năm 1999 (giữa Ai Cập và Iran) cũng đã bị hủy bỏ.
Giải đấu đã bị ngưng lại sau quyết định của CAF vào ngày 30 tháng 7 năm 2000, sau khi đại diện của AFC đã ủng hộ Đức thay vì Nam Phi trong cuộc bỏ phiếu đăng cai World Cup 2006. Giải đấu dự kiến sẽ được tổ chức lại vào năm 2005 với trận đấu của Tunisia-Nhật Bản, nhưng sau đó đã bị hủy bỏ. Tuy nhiên, nó đã được tổ chức lại vào năm vào năm 2007 dưới cái tên "AFC Challenge / Africa Challenge Cup". Giải đấu năm 2008 đã được lên kế hoạch tổ chức vào tháng 11 năm 2008 giữa Iraq và Ai Cập tại địa điểm trung lập của Ả Rập Saudi nhưng cuối cùng đã bị hủy bỏ.

## Kết quả và thống kê

### Các trận chung kết
| Năm             | Địa điểm    |              | Chung kết    | Chung kết     | Chung kết |
| Năm             | Địa điểm    | Đội 1        | Ghi bàn      | Đội 2         |           |
| --------------- | ----------- | ------------ | ------------ | ------------- | --------- |
| 1978 Chi tiết   | Iran        | · Iran       | 3–0          | · Ghana       |           |
| 1978 Chi tiết   | Ghana       | · Iran       | Hủy bỏ       | · Ghana       |           |
| 1985 Chi tiết   | Cameroon    | · Cameroon   | 4–1          | · Ả Rập Xê Út |           |
| 1985 Chi tiết   | Ả Rập Xê Út | · Cameroon   | 1–2          | · Ả Rập Xê Út |           |
| 1987 Chi tiết   | Qatar       | · Hàn Quốc   | 1–1 (4–3 p)  | · Ai Cập      |           |
| 1991 Chi tiết   | Iran        | · Iran       | 2–1          | · Algérie     |           |
| 1991 Chi tiết   | Algeria     | · Iran       | 0–1          | · Algérie     |           |
| 1993 Chi tiết   | Nhật Bản    | · Nhật Bản   | 1–0 (s.h.p.) | · Bờ Biển Ngà |           |
| 1995 Chi tiết   | Uzbekistan  | · Uzbekistan | 2–3          | · Nigeria     |           |
| 1995 Chi tiết   | Nigeria     | · Uzbekistan | 0–1          | · Nigeria     |           |
| 1997 Chi tiết   | Nam Phi     | · Nam Phi    | 1–0          | · Ả Rập Xê Út |           |
| 1997 Chi tiết   | Ả Rập Xê Út | · Nam Phi    | 0–0          | · Ả Rập Xê Út |           |
| 2007 > Chi tiết | Nhật Bản    | · Nhật Bản   | 4–1          | · Ai Cập      |           |

### Đội tuyển quốc gia thành công nhất
| Đội         | Vô địch        | Á quân         |
| ----------- | -------------- | -------------- |
| Nhật Bản    | 2 (1993, 2007) | -              |
| Cameroon    | 1 (1985)       | -              |
| Hàn Quốc    | 1 (1987)       | -              |
| Algérie     | 1 (1991)       | -              |
| Nigeria     | 1 (1995)       | -              |
| Nam Phi     | 1 (1999)       | -              |
| Ả Rập Xê Út | -              | 2 (1985, 1999) |
| Ai Cập      | -              | 2 (1987, 2007) |
| Iran        | -              | 1 (1991)       |
| Bờ Biển Ngà | -              | 1 (1993)       |
| Uzbekistan  | -              | 1 (1995)       |

### Những đội thành công nhất theo châu lục
| Châu lục | Vô địch                    | Á quân                     |
| -------- | -------------------------- | -------------------------- |
| Châu Phi | 4 (1985, 1991, 1995, 1997) | 3 (1987, 1993, 2007)       |
| Châu Á   | 3 (1987, 1993, 2007)       | 4 (1985, 1991, 1995, 1997) |